# Levi Hill
Pour les articles homonymes, voir Hill.

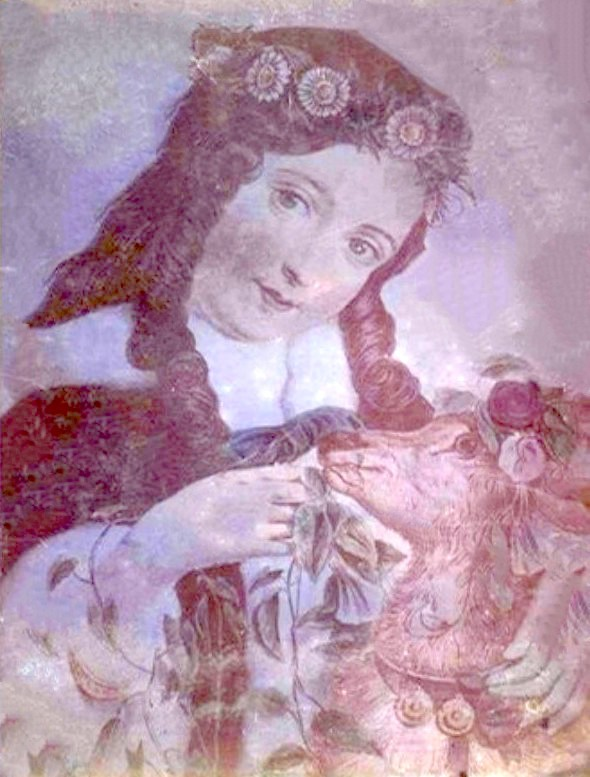
Hillotype

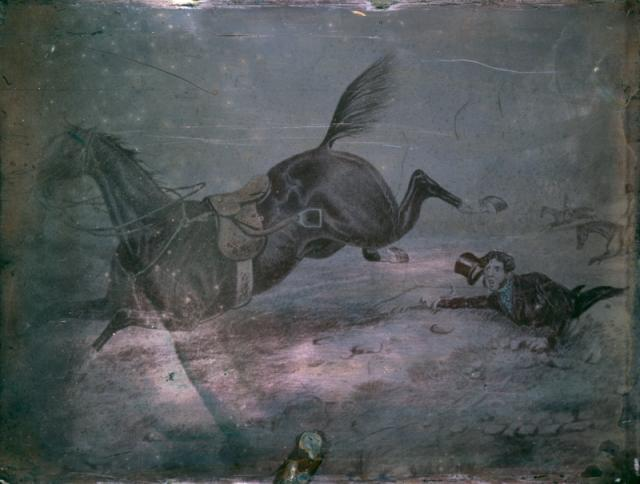
Hillotype

Levi Hill, né le 26 février 1816 et mort le 9 février 1865, est un pasteur chrétien baptiste américain dans l'État de New York qui affirme avoir inventé le premier procédé de photographie en couleurs en 1850. Hill appelle son procédé « Heliochromy » mais les plaques créées deviennent communément appelées « Hillotypes ». Bien que son travail ait été accueilli avec scepticisme de son vivant, les recherches ultérieures ont tendance à montrer que son procédé a en fait une capacité brute de reproduction des couleurs dans le monde naturel.

## Biographie
Hill est un pasteur baptiste de Westkill (comté de Greene) dans la région des montagnes Catskill de l'État de New York. 
Bien que beaucoup soient d'avis que la couleur dans ses photographies est ajoutée avec une teinture à la main, il reçoit le soutien de certains membres de la communauté scientifique, en particulier Samuel FB Morse, inventeur du télégraphe. Il écrit en 1851 The Hillotype: A Treatise on Heliochromy qui décrit son procédé.

## Recherches ultérieures
En 1981, le professeur et historien de la photographie Joseph Boudreau a utilisé de la chimie ancienne et reproduit les techniques décrites par Hill dans son Traité sur l'héliochromie. Il a été en mesure de recréer des plaques de hillotype dans des couleurs douces, vérifiables et distinctes, y compris les rouges, les verts, les bleus, les jaunes, le magenta et l'orange. Ces couleurs ont toutes été produites par l'action de la lumière seule, sans l'application de colorants ou de pigments.
Une analyse chimique des travaux de Hill conduite en 2007 par des chercheurs associés au musée national d'histoire américaine a constaté que des colorants ont en effet été utilisés pour rehausser la couleur des « hillotypes », mais que ceux-ci ne représentent qu'une partie de la couleur des photos. Ils ont constaté que les rouges et les bleus avaient été véritablement (même si grossièrement) reproduits et que les autres couleurs avaient été ajoutées frauduleusement. Dusan Stulik, chercheur principal de l'institut de conservation Getty  qui a effectué l'analyse des daguerréotypes avec son collègue Art Kaplan, a découvert qu'« Après que la pression est montée pour qu'il produise des couleurs supplémentaires ... Hill a commencé à ajouter manuellement des pigments supplémentaires pour ses plaques de couleurs, les falsifiant pour qu'elles paraissent plus multicolores que les originaux ».